# گروتسک (فیلم ۲۰۰۹)
«گروتسک» (انگلیسی: Grotesque (2009 film)) فیلمی در ژانر ترسناک است که در سال ۲۰۰۹ منتشر شد.

## خلاصه داستان
پادشاه فیلم های نامتعارف و آزاردهنده ژاپنی، داستان در مورد یک دکتر است که زوج جوانی را در ابتدای زندگی مشترکشان ربوده و وارد بازی خطرناکی میکند....